# الإسلام في كينيا
كانت بداية وصول الإسلام إلى كينيا مبكرة، تعود إلى العقد الأخير من القرن الهجري الأول، وذلك عندما أقام بعض المغامرين من البحارة العرب مركزاً لهم على الجزر المقابلة لساحل شرقي أفريقيا، ثم بدأت الهجرات الإسلامية لهذا الساحل عندما انتشرت الخلافات في نهاية العصر الأموي.
- الهجرة الأولى لجماعة من مسلمي الشام دب الخلاف بينهم وبين الحجاج بن يوسف الثقفي.
- الهجرة الثانية كانت من أهل عمان، وهم من أزد عمان.

هكذا ظهرت إمارة إسلامية في لامو في شمالي مدينة ممباسا.
- الهجرة الثالثة إلى بر (الزنج) وهو الاسم الذي أطلقه العرب على ساحل شرقي أفريقيا، وكانت في سنة 111هـ - 729 م، واستقرت في مدينة شنجايا في موضع مدينة (بورت دنفورد) وظهرت إمارة إسلامية جديدة،
- هجرات من شيراز أسست هذه الهجرات عدداً من المدن الإسلامية على ساحل شرقي أفريقيا منها كاسو، وكلوا، وهكذا كثر عدد الهجرات
- هجرة بنو نبهان من عمان إلى مدينة باتا وتقع في شمال مدينة لامو في كينيا. وهكذا ظهرت إمارات إسلامية على سواحل شرقي أفريقيا، أو كما سمي بر الزنج، وأصبح المسلمون خليطاُ من الأفارقة، والشيرازيين، والعرب، وأطلق عليهم (السواحليون) ويدأت تظهر اللغة السواحلية واتخدت من الحروف العربية قاعدة لها.

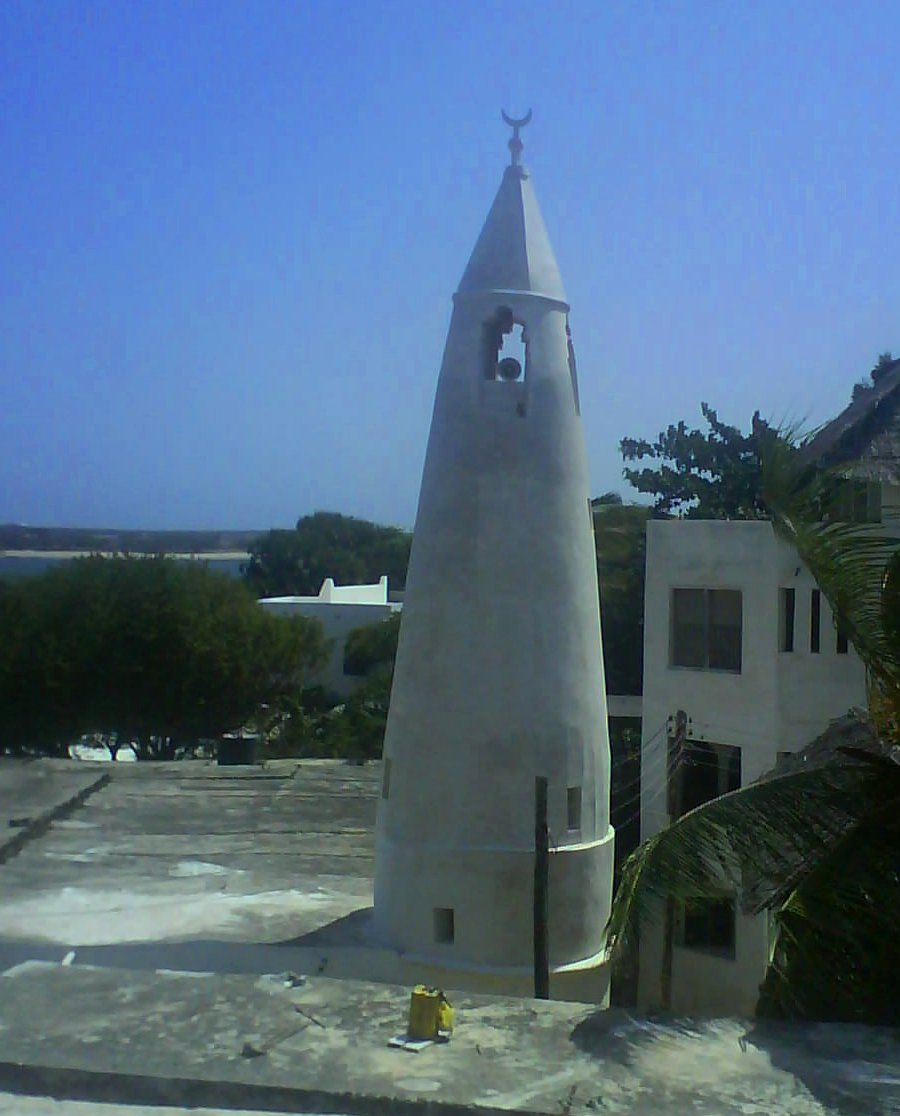
مسجد الجمعة في شيلا, جزيرة لامو

وانتشرت الدعوة الإسلامية من الساحل إلى الداخل مع تحركات المسلمين في التجارة، وفي بداية القرن السادس عشر تعرضت الإمارات العربية إلى حرب صليبية مدمرة، شنها البرتغاليون بعد اكتشافهم طريق رأس الرجاء الصالح، وتعاونت معهم الحبشة في هذه الحرب ضد الإسلام، فدمر البرتغاليون مدينة زيلع وأغروا على بربرة، واستمر الصراع فأحرقوا ممباسا خمس مرات، ودمروا مدينة لامو، وباتا وقتلوا الشيوخ والنساء والأطفال ولقد شن البرتغاليون حرباً دامت قرنين. ثم تعقبتهم القوة العمانية في الساحل الأفريقي حتى قضت على نفودهم في شرقي أفريقيا، وقامت دولة إسلامية سيطرت على هذا الساحل، وهاجرت إليها عناصر عربية عديدة.
وبدأت الصلات الثقافية بين شبه الجزيرة العربية، وساحل شرقي أفريقيا، واتسمت بالطابع الديني، وأرسلت البعثات إلى المدن العربية الإسلامية، وعاد أبناء شرقي أفريقيا لتعليم الإسلام وقواعده إلى شعوبهم وبرزت مدن إسلامية على الساحل الأفريقي مثل لامو، وممباسا، وتانجا وأصبحت مراكز إشعاع للدعوة الإسلامية.

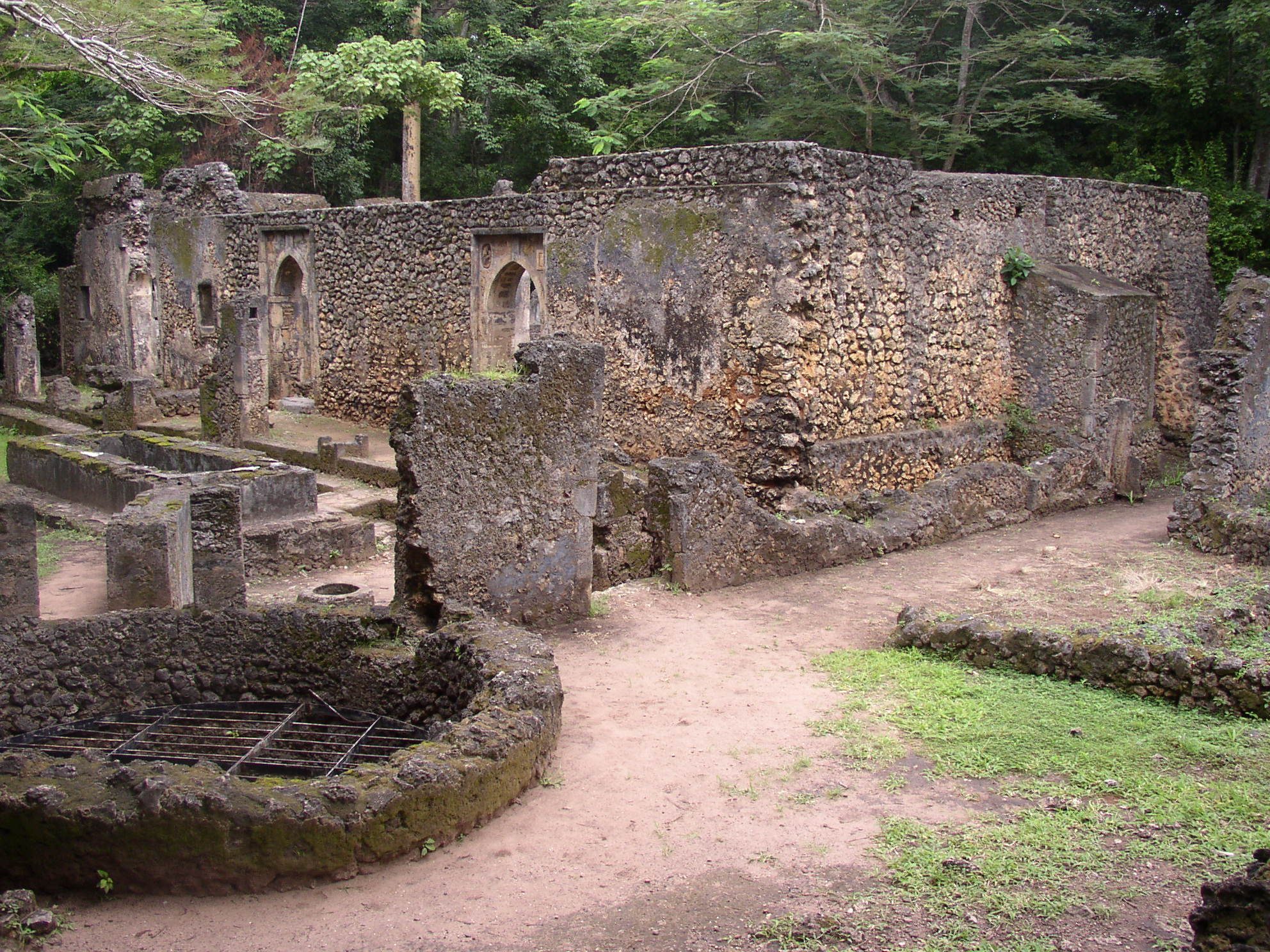
المسجد الكبير في غيدي

وانتقل الإسلام إلى الداخل فتوغل في كينيا، وتنجانتقا، وموزمبيق، وأوغندا، ووصل إلى زائير، وازدهرت التجارة بين الساحل والداخل وأخد الإسلام ينتشر في داخل شرقي أفريقيا مع التجارة، وظهرت مراكز تجارية مثل كيتوتو، وساباي وممباسا في داخل كينيا، ومثل طابورة واجيجي في تنجانيقا واتخد العرب والسواحليون منها مراكز استقرار في الداخل،
ووصل الإسلام إلى كينيا عن طريق محور آخر، حبث كانت القبائل الصومالية دعامته، فانتقل الإسلام عن طريقهم إلى شمالي كينيا، وحيث انتشر بين القبائل التي تعيش في شمالي كينيا، وامتد نفوذ دولة آل بوسعيد من زنجبار إلى داخل شرقي أفريقيا خلف انتشار الإسلام.
وعندما فرض الاستعمار الألماني والإنجليزي سيطرتهما على هذه المنطقة عرقلا سريان الدعوة الإسلامية، وشجع البعثات التنصيرية، وقاوم المسلمون الاستعمار والتنصير ونشبت الثورات في كينيا منها ثورة (وينو) في سنة 1890 م، وثورة (المازوري) في سنة 1895 م، وانتشرت الثورات في ساحل كينيا.

## المسلمون حاليا
,وفقا لإحصاء سنة 2019 فقد بلغت نسبة المسلمين في كينيا حوالي 10.9% من جملة السكان، أي ما يزيد على 8 ملايين مسلم. ينتشرون في القطاع الساحلي في مدن باتا ولامو ومالندي وممباسا. كذلك في داخل كينيا وفي نيروبي وما حولها، كما ينتشرون في القطاع الكيني المجاور لحدود الصومال وأوجادين، ومن المسلمين بكينيا جالية هندية باكستانية، وجالية فارسية، هذا فضلاً عن الجالية العربية بكينيا. وينتشر الإسلام بين الجماعات التي تشكل غالبية سكان كينيا مثل البانتو، وبين النيلين الحاميين وبين العناصر الصومالية في شمال شرقي كينيا.كما دخلت قبيلة جلور الإسلام حديثاً في منطقة أتورو قرب مدينة كسومو.

## الهيئات الإسلامية
للمسلمين في كينيا العديد من الهيئات، والجمعيات يزيد عددها عن الخمسين حتى أنها أصبحت تكون إحدى المشاكل الهامة.أخيراً أصبح المجلس الأعلي لمسلمي كينيا يشرف على هذه الهيئات. ولقد تسبب الحكم الاستعماري في أزمات للمسلمين في المجال الاقتصادي، والثقافي، فلقد ضعف التعليم الإسلامي في كينيا، ولم ينشط لمواجهة منافسة البعثات التنصيرية، والمجال متسع لبث الدعوة الإسلامية، فنصف سكان كينيا ما زالوا على الوثنية.

## التحديات
عندما استقر الاستعمار البريطاني بكينيا، أخد في مهادنة المسلمين فاستعان بهم في إدارة أمور البلاد، فعين منهم حكام الأقاليم والولاة، وكذلك القضاة، وجباة الضرائب. وكان لهذا أثره السيء في نفوس القبائل الوثنية، مما جعلهم يربطون بين الاستعمار والموظفين الجدد، كما حدث رد فعل آخر لذا المنصرون الذين ثاروا على تواجد المسلمين في الحكم وعقدوا مؤتمراً كنائسياً في سنة 1318 هـ -1900 م للحد من نفود المسلمين في الحكم. ووضعت السلطات الاستعمارية المسلمين أمام موقف اقتصادي سيء وذلك بمصادرة معظم الأراضي وجعلها ممتلكات للدولة، كما حدت السلطات من النشاط التجاري للمسلمين فتأثرت أحوالهم الاقتصادية.
ومنحت البعثات التنصيرية فرص الحركة والانتشار، وأسند لها الإشراف على التعليم، فشيدت المدارس، والكنائس، والمستشفيات والحدائق لجذب المواطنين إلى المسيحية، وطورت التعليم المهني والتعليم العام، ورصدت مبالغ طائلة للتنصير في أفريقيا. وفي هذا الوسط يعمل المسلمون بإمكانيات ذاتية محدودة تعتمد على تبرعات الفقراء المعدمين.

## التعليم
لقد ساد التعليم الإسلامي شرقي أفريقيا قبل استيلاء الاستعمار الأوروبي على المنطقة، ويحتوى علي مرحلتين، الأولى مقصورة على تعليم أبناء المسلمين في الكتاتيب، وكانت العربية لغة التعليم في هذه المرحلة المبكرة، وتشتمل المرحلة الثانية على دراسة الفقه والحديث والتفسير، واتخذت من المساجد أماكن لها، حيث كانت تعقد حلقات الدروس.
و لا زالت إلى الآن مدارس إسلامية عريقة توجد في مدينة لامو ومنبع الروي وممباسا فهناك كلية الدراسات الإسلامية في ممباسا وثيكا ولامو. وهي لا تغني الطلاب إلى الآن من الذهاب إلى البلاد الأخرى لمواصلة دراساتهم نظرا لقلة الإمكانية.
وعندما احتلت بريطانيا كينيا بدأت النظرة للتعليم التقليدي تتغير، ورفض المسلمون إلحاق أبنائهم بمدارس الإرساليات، ولم يطوروا مناهج مدارسهم فبقيت الوظائف مقصورة على غير المسلمين.وضل المسلمون يقاطعون المدارس الحكومية، ولم يستطع المسلمين إدخال اللغة العربية، وعلوم الدين في مناهج المدارس الحكومية.
وبعد الحرب العالمية الثانية تم إنشاء معهد ممباسا الإسلامي وتحول إلى معهد فني، وتأسست مدرسة عربية في مدينة (شيلا) منذ أكثر من 25 عاماً، وتفرع منها حوالي 40 مدرسة في أنحاء كينيا، وتدرس بها علوم الدين واللغة العربية، وهي في حاجة إلى تطوير مناهجها ودعمها مادياً.

## المؤسسة الإسلامية في نيروبي
أنشئت في سنة 1383 هـ -1963 م بجهود بعض أهل الخير وتعمل في عدة محاور منها :
- الدعوة الإسلامية عن طريق المحاضرات.
- الكتب.
- التعليم من خلال إنشاء المدارس الدينية الحديثة والمناهج المتطورة كذلك إنشاء مدارس تحفيظ القرآن.

وأصبح التعليم الديني إجبارياً في كينيا في المرحلتين الابتدائية والمتوسطة، ويختار الطالب تعلم الإسلام أو المسيحية، ويحرم من دخول المرحلة التالية إذا رسب في الدين.

## مشاكل التعليم الإسلامي في كينيا
1. إنشاء معاهد لإعداد مدرسين للدين الإسلامي واللغة العربية.
2. إعداد مناهج موحدة لمادة الدين واللغة العربية.
3. تنظيم المدارس الخاصة التابعة للجمعيات الإسلامية.
4. تنظيم المساعدات التي ترسل للجمعيات الإسلامية واستغلالها لصالح التعليم.

## المصدر
1. ↑  "Kenya: population by religious groups 2019". Statista (بالإنجليزية). Archived from the original on 2021-03-16. Retrieved 2021-05-05.

- الأقليات المسلمة في أفريقيا – سيد عبد المجيد بكر.